# Campeonato Neerlandés de Fútbol 1909-10
El Campeonato Neerlandés de Fútbol 1909/10 fue la 22.ª edición del campeonato de fútbol de los Países Bajos. Participaron diecisiete equipos divididos en dos divisiones. El campeón nacional fue determinado por un play-off de ida y vuelta con los ganadores de la división de fútbol del este y oeste. HVV Den Haag ganó el campeonato de este año al vencer al Quick Nijmegen 2:0 y 3:2.

## Nuevos participantes
Eerste Klasse Este:
- Quick Nijmegen regresó después de una temporada de ausencia

## Divisiones

### Eerste Klasse Este
| Pos | Equipo            | PJ | PG | PE | PP | GF | GC | Pts | DG  | Notas                                  |
| --- | ----------------- | -- | -- | -- | -- | -- | -- | --- | --- | -------------------------------------- |
| 1   | Quick Nijmegen    | 12 | 9  | 2  | 1  | 25 | 14 | 20  | +11 | Clasificado al play-off por el título. |
| 2   | GVC Wageningen    | 12 | 7  | 0  | 5  | 39 | 21 | 14  | +18 |                                        |
| 3   | Koninklijke UD    | 12 | 5  | 3  | 4  | 23 | 27 | 13  | -4  |                                        |
| 4   | Bredania/'t Zesde | 12 | 4  | 3  | 5  | 21 | 19 | 11  | +2  | Trasladado a la Eerste Klasse Oeste.   |
| 5   | Vitesse           | 12 | 5  | 1  | 6  | 16 | 17 | 11  | -1  |                                        |
| 6   | EFC PW 1885       | 12 | 5  | 1  | 6  | 28 | 40 | 11  | -12 |                                        |
| 7   | RKVV Wilhelmina   | 12 | 1  | 2  | 9  | 13 | 27 | 4   | -14 |                                        |

PJ = Partidos jugados; PG = Partidos ganados; PE = Partidos empatados; PP = Partidos perdidos; GF = Goles a favor; GC = Goles en contra; Pts = Puntos; DG = Diferencia de goles

### Eerste Klasse Oeste
| Pos | Equipo                   | PJ | PG | PE | PP | GF | GC | Pts | DG  | Notas                                  |
| --- | ------------------------ | -- | -- | -- | -- | -- | -- | --- | --- | -------------------------------------- |
| 1   | HVV Den Haag             | 18 | 13 | 2  | 3  | 63 | 22 | 28  | +41 | Clasificado al play-off por el título. |
| 2   | Sparta Rotterdam         | 18 | 10 | 5  | 3  | 46 | 25 | 25  | +21 |                                        |
| 3   | CVV Velocitas            | 18 | 11 | 3  | 4  | 49 | 30 | 25  | +19 |                                        |
| 4   | HC & CV Quick            | 18 | 8  | 5  | 5  | 34 | 24 | 21  | +10 |                                        |
| 5   | DFC                      | 18 | 9  | 2  | 7  | 40 | 27 | 20  | +13 |                                        |
| 6   | HFC Haarlem              | 18 | 7  | 4  | 7  | 29 | 30 | 18  | -1  |                                        |
| 7   | HBS Craeyenhout          | 18 | 5  | 4  | 9  | 22 | 38 | 14  | -16 |                                        |
| 8   | Koninklijke HFC          | 18 | 4  | 3  | 11 | 25 | 40 | 11  | -15 |                                        |
| 9   | USV Hercules             | 18 | 4  | 2  | 12 | 23 | 58 | 10  | -25 |                                        |
| 10  | Ajax Sportman Combinatie | 18 | 3  | 2  | 13 | 23 | 60 | 8   | -37 | No participa en la próxima temporada.  |

PJ = Partidos jugados; PG = Partidos ganados; PE = Partidos empatados; PP = Partidos perdidos; GF = Goles a favor; GC = Goles en contra; Pts = Puntos; DG = Diferencia de goles

### Play-off por el título
| Equipo 1     | Agr. | Equipo 2       | Ida | Vuelta |
| ------------ | ---- | -------------- | --- | ------ |
| HVV Den Haag | 5-2  | Quick Nijmegen | 2-0 | 3-2    |

|                                 |
| Campeón HVV Den Haag 9.° título |